# Bryan Little
Pour les articles homonymes, voir Little.
Bryan Little (né le 12 novembre 1987 à Edmonton, dans la province de l'Alberta au Canada) est un joueur professionnel canadien de hockey sur glace.

## Biographie

### Carrière junior
En 2003, il débute en Ligue de Hockey de l'Ontario avec les Colts de Barrie. Il a joué pour l'équipe de l'Ontario au cours de l'édition 2003-04 au défi mondial des moins de 17 ans de hockey à Terre-Neuve, remportant une médaille d'or. Il a participé au match des jeunes espoirs du hockey de la LCH- et de la LNH. Il prend part avec l'équipe LHO au Défi ADT Canada-Russie en 2006. En 2006, il est nommé capitaine des Colts de Barrie. Il fut sélectionné à la première ronde, 12e au total au Repêchage d'entrée dans la LNH 2006 par les Thrashers d'Atlanta. 

### Carrière professionnelle
En 2007, il débute en LNH avec la concession, partageant cette saison avec les Wolves de Chicago, club affilié aux Thrashers en LAH. Il rejoint dès l'année suivante Atlanta sur une base permanente se classant même deuxième de l'équipe au chapitre des points inscrit avec une récolte de 51. Lors du déménagement de la concession à Winnipeg, il suit les autres et devient membre des nouveaux Jets de Winnipeg.
Il n'atteint qu'à trois reprises les séries éliminatoire sur l'ensemble de sa carrière; atteignant en 2018 la finale de conférence où les Jets s'incline en cinq rencontres face aux Golden Knights de Vegas. Le 11 janvier 2019, il devient le cinquième joueur de son repêchage à atteindre le plateau des 500 points alors qu'il inscrit le but gagnant contre les Red Wings de Détroit. Au début de la saison 2019-2020, il se blesse après avoir disputé sept rencontres et ne revient pas au jeu.
Les droits de son contrat son transféré aux Coyotes de l'Arizona en mars 2022. Il annonce officiellement son retrait de la compétition le 27 septembre 2024.

## Carrière internationale
Il a joué pour l'équipe canadienne nationale d'été des moins de 18 ans à la Coupe du monde junior de hockey sur glace 2004 à Breclav, en République tchèque. Il a été invité au camp de sélection de l'équipe nationale canadienne junior en décembre 2005. Il a participé au Championnat du monde junior de hockey sur glace 2007.

## Statistiques

### En club
| Saison     | Équipe              | Ligue      |     | Saison régulière | Saison régulière | Saison régulière | Saison régulière | Saison régulière |   | Séries éliminatoires | Séries éliminatoires | Séries éliminatoires | Séries éliminatoires | Séries éliminatoires |
| Saison     | Équipe              | Ligue      | PJ  | B                | A                | Pts              | Pun              | PJ               | B | A                    | Pts                  | Pun                  |                      |                      |
| 2003-2004  | Colts de Barrie     | LHO        | 64  | 34               | 24               | 58               | 18               | 12               | 5 | 5                    | 10                   | 7                    |                      |                      |
| 2004-2005  | Colts de Barrie     | LHO        | 62  | 36               | 32               | 68               | 34               | 4                | 5 | 1                    | 6                    | 2                    |                      |                      |
| 2005-2006  | Colts de Barrie     | LHO        | 64  | 42               | 67               | 109              | 99               | 14               | 8 | 15                   | 23                   | 19                   |                      |                      |
| 2006-2007  | Colts de Barrie     | LHO        | 57  | 41               | 66               | 107              | 77               | 8                | 4 | 5                    | 9                    | 8                    |                      |                      |
| 2006-2007  | Wolves de Chicago   | LAH        | -   | -                | -                | -                | -                | 2                | 0 | 0                    | 0                    | 0                    |                      |                      |
| 2007-2008  | Wolves de Chicago   | LAH        | 34  | 9                | 16               | 25               | 10               | 24               | 8 | 4                    | 12                   | 10                   |                      |                      |
| 2007-2008  | Thrashers d'Atlanta | LNH        | 48  | 6                | 10               | 16               | 18               | -                | - | -                    | -                    | -                    |                      |                      |
| 2008-2009  | Thrashers d'Atlanta | LNH        | 79  | 31               | 20               | 51               | 24               | -                | - | -                    | -                    | -                    |                      |                      |
| 2009-2010  | Thrashers d'Atlanta | LNH        | 79  | 13               | 21               | 34               | 20               | -                | - | -                    | -                    | -                    |                      |                      |
| 2010-2011  | Thrashers d'Atlanta | LNH        | 76  | 18               | 30               | 48               | 33               | -                | - | -                    | -                    | -                    |                      |                      |
| 2011-2012  | Jets de Winnipeg    | LNH        | 74  | 24               | 22               | 46               | 26               | -                | - | -                    | -                    | -                    |                      |                      |
| 2012-2013  | Jets de Winnipeg    | LNH        | 48  | 7                | 25               | 32               | 4                | -                | - | -                    | -                    | -                    |                      |                      |
| 2013-2014  | Jets de Winnipeg    | LNH        | 82  | 23               | 41               | 64               | 58               | -                | - | -                    | -                    | -                    |                      |                      |
| 2014-2015  | Jets de Winnipeg    | LNH        | 70  | 24               | 28               | 52               | 24               | 4                | 2 | 1                    | 3                    | 0                    |                      |                      |
| 2015-2016  | Jets de Winnipeg    | LNH        | 57  | 17               | 25               | 42               | 12               | -                | - | -                    | -                    | -                    |                      |                      |
| 2016-2017  | Jets de Winnipeg    | LNH        | 59  | 21               | 26               | 47               | 18               | -                | - | -                    | -                    | -                    |                      |                      |
| 2017-2018  | Jets de Winnipeg    | LNH        | 82  | 16               | 27               | 43               | 28               | 17               | 1 | 5                    | 6                    | 2                    |                      |                      |
| 2018-2019  | Jets de Winnipeg    | LNH        | 82  | 15               | 26               | 41               | 26               | 6                | 1 | 2                    | 3                    | 0                    |                      |                      |
| 2019-2020  | Jets de Winnipeg    | LNH        | 7   | 2                | 3                | 5                | 2                | -                | - | -                    | -                    | -                    |                      |                      |
| Totaux LNH | Totaux LNH          | Totaux LNH | 843 | 217              | 304              | 521              | 293              | 27               | 4 | 8                    | 12                   | 2                    |                      |                      |

### En équipe nationale
| Année | Équipe          | Compétition                 |   | PJ | B | A | Pts | Pun | +/-           |  | Résultat |
| 2007  | Canada - 20 ans | Championnat du monde junior | 6 | 1  | 1 | 2 | 14  | +1  | Médaille d'or |  |          |

## Honneurs et distinctions
- Équipe d'étoiles de l'association de l'Est de la LHO en 2004-2005
- Équipe d'étoiles de l'association de l'Est de la LHO en 2005-2007